# ناثانيل ميلر (مبارز بالسيف)
ناثانيل ميلر (بالإنجليزية: Nathaniel Millar)‏ هو مبارز بالسيف نيوزيلندي، ولد في 10 مايو 1915 في Roslyn, Dunedin ‏ في نيوزيلندا، وتوفي في 3 يونيو 2011 في هاميلتون في نيوزيلندا.

## روابط خارجية
- ناثانيل ميلر على موقع اللجنة الأولمبية النيوزيلندية (الإنجليزية)